# Julie Zanders

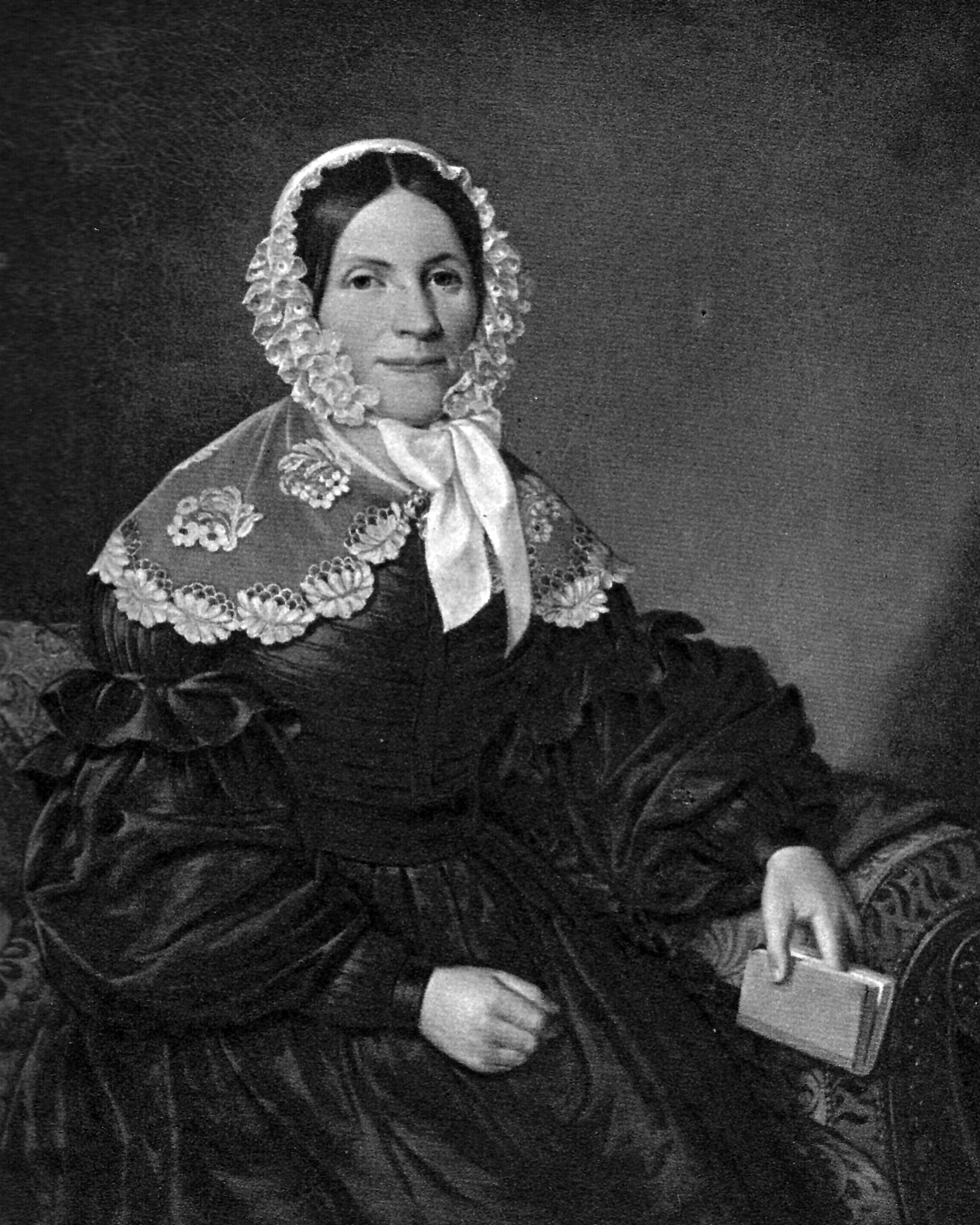
Porträt von Julie Zanders

Julie Zanders, geb. Müller (* 17. Juni 1804 in Bergisch Gladbach; † 28. November 1869 ebenda) war eine deutsche Papierfabrikantin.

## Leben
Julie Zanders war die Tochter des Papierfabrikanten Gustav Müller aus der Dombacher Mühle, heute Papiermuseum Alte Dombach. Sie wurde die Ehefrau des Papierfabrikanten Johann Wilhelm Zanders. Der Ehe entstammten vier Kinder, die in den Jahren 1824, 1826, 1828 und 1830 geboren wurden. Als ihr Mann am 4. September 1831 verstarb, hatte sie das Unternehmen, die Papierfabrik Schnabelsmühle, weiterzuführen.

## Die Unternehmerin
Jeden Morgen betrat sie pünktlich das Kontor und sah in der Fabrik nach dem Rechten. Sie hatte die einzige Prokura und verwaltete allein die Kasse. Schon 1833 kaufte sie von den Erben Fauth die Kradepohlsmühle. Sechs Jahre lang leitete sie das Werk, dann war ihre Kraft am Ende. Für 2000 Taler verpachtete sie Fabrik und Geschäft auf 12 Jahre an Ferdinand Wachendorff und Eduard Knobel, die beide die Schnabelsmühle unter der Firma Wachendorff & Comp. weiterbetrieben. Die Firma J. W. Zanders erlosch nicht, sie ruhte nur.

## Die Mutter und Erzieherin
Zanders zog im Jahr 1836 mit ihrer Familie nach Bonn, um sich hier ausschließlich um die Erziehung ihrer Kinder zu kümmern, vor allem ihres ältesten Sohns Carl Richard Zanders, der sehr begabt war. Im regen Verkehr mit geistigen Größen der Rheinischen Universität Bonn fand Zanders Anregungen und Hilfe für ihr weiteres Leben. Sie stand im Mittelpunkt eines Kreises von Freunden und Gesprächspartnern, zu denen unter anderem Ernst Moritz Arndt, Gottfried und Johanna Kinkel sowie Clemens Theodor Perthes zählten. Die meisten von ihnen blieben zeitlebens Freunde ihres Hauses und ihrer Kinder.

## Neuer Aufbruch
Im Jahr 1848 kehrte Z. nach Bergisch Gladbach zurück und übernahm wieder das Geschäft. Die Pachtjahre waren dem Ausbau des Werks nicht förderlich gewesen. Gerade in dieser Zeit hatte die Herstellung von Papier Entwicklungen durchgemacht, die im verpachteten Unternehmen nicht umgesetzt worden waren. Der älteste Sohn Carl Richard unterstützte seine Mutter von nun an in der Leitung des Unternehmens. Gleichwohl blieb Z. zunächst alleinige Geschäftsführerin. Erst im Jahr 1857 machte sie ihn zum gleichberechtigten Gesellschafter.

## Ehrungen
Gemeinsam mit Maria Zanders und Olga Zanders wurde ihr ein FrauenOrt NRW in Bergisch Gladbach gewidmet.